# 볼리비아붉은고함원숭이
볼리비아붉은고함원숭이(Alouatta sara)는 신세계원숭이에 속하는 고함원숭이의 일종이다. 볼리비아가 원산지다.